# Nephelistis noctivaga
Nephelistis noctivaga là một loài bướm đêm trong họ Noctuidae.